# الليلبة (ملحان)

تعديل مصدري - تعديل

الليلبة هي إحدى قرى عزلة الشرق الغزاونة بمديرية ملحان التابعة لمحافظة المحويت، بلغ تعداد سكانها 696 نسمة حسب تعداد اليمن لعام 2004.